# Kungariket Albanien (medeltiden)
Kungariket Albanien var en historisk monarki som bildades på Balkanhalvön år 1271. 
Det har också kallats hertigdömet Durazzo (1336-1392), efter att kungariket ärvdes av en släktgren som bara lyckades behålla en del av riket kring huvudstaden Durrës (Durazzo). 
Den bildades som efterträdare till Arberien och efterträddes av furstendömet Albanien.